# Harry Hinsley
Sir Francis Harry Hinsley, plus connu sous le nom Harry Hinsley est un historien et cryptanalyste britannique né le 26 novembre 1918 à Walsall et décédé le 16 février 1998 à Cambridge. Il travaille à Bletchley Park durant la Seconde Guerre mondiale et publie par la suite de nombreux ouvrages sur les relations internationales et le renseignement britannique pendant cette dernière. Il est officier (1946) puis chevalier (1985) de l'Ordre de l'Empire britannique et membre de la British Academy (1981).

## Biographie

### Jeunesse et éducation
Le père d'Harry Hinsley travaillait dans le département du charbon auprès de la co-op (en) de Walsall. Sa mère Emma Hinsley (née Adey) était une surveillante scolaire. La famille vit dans le quartier de Birchills à Walsall. Harry étudie à la Queen Mary's Grammar School et obtient en 1937 une bourse d'études pour étudier l'histoire au St John's College de Cambridge. Il obtient une mention "first" pour la première partie de ses Tripos d'histoire.
En août 1939, Hinsley rend visite à sa petite amie à Coblence, en Allemagne. La police locale lui ordonne de venir s'enregistrer quotidiennement dans ses locaux. Cependant, cette obligation est annulée à la suite de la signature du pacte germano-soviétique. Une semaine plus tard, Hinsley est conseillé par les forces de l'ordre par l'intermédiaire de sa petite amie de quitter le pays "demain au plus tard". Cela lui a permis de traverser la frontière franco-allemande avant sa fermeture. Il passe le Rhin par le pont reliant Strasbourg à Kehl. Dépouillé de ses Reichsmarks par les garde-frontières allemands sans échange en Francs ou Livres, Hinsley se retrouve sans un sou en France. Cette situation l'a poussé à dormir sur le banc d'un parc public. Hinsley a ensuite fait du stop jusqu'en Suisse, d'où il est retourné au Royaume-Uni. Il arrive dans son pays natal peu avant le gouvernement britannique ne se déclare en guerre contre l'Allemagne. En octobre 1939, alors qu'il étudie toujours à St John's, il est convoqué à un entretien avec Alastair Denniston, le chef de la Government Code and Cypher School (GC&CS), et est recruté à la section navale de Bletchley Park au sein de la cabine 4. Il abandonne ses études et son diplôme, et finit par ne jamais l'obtenir.

### Bletchley Park
A Bletchley Park, Hinsley étudie les caractéristiques externes des messages allemands interceptés, un processus parfois appelé "analyse du traffic" : à partir d'une preuve d'appel, de leur fréquence, de l'heure d'interception et ainsi de suite, il était capable de déduire une grande quantité d'informations sur la structure du réseau de communications de la Kriegsmarine, et même sur la marine allemande en général.
Hinsley a aidé à initier un programme destiné à cracker le code des machines Enigma et les clés des navires météorologiques allemands, comme le Lauenburg, facilitant ainsi le travail de décryptage des messages allemands. Il se rend compte que, lorsque les bateaux étaient stationnés pendant de longues périodes de temps, ils utilisaient le même livre de codes (qui était changé tous les mois) pour plusieurs mois ; il en déduit aussi que ce livre et la ou les machines Enigma contenus sur le navires doivent être détruits ou jetés par-dessus bord en cas d'attaque ennemie, ce qui s'avère être exact.
En fin 1943, Hinsley est chargé d'assurer la liaison entre l'US Navy et Washington, ce qui a permis d'aboutir à un accord en janvier 1944 permettant la coopération dans l'échange des résultats de l'analyse des signaux navals japonais.
Vers la fin de la guerre, Hinsley, qui jouait un rôle clé auprès du chef de Bletchley Park Edward Travis, faisait partie d'un comité qui militait pour la création après la guerre d'une agence de renseignement qui combinerait l'analyse technique des données et le renseignement. En réalité, l'inverse s'est produit, avec la création de la GC&CS, aujourd'hui du GCHQ.
Le 6 avril 1946, Hinsley a épousé Hilary Brett-Smith, diplômée du Somerville College d'Oxford, qui avait aussi travaillé à Bletchley Park, dans la cabine 8. Ils emménagent à Cambridge après la guerre, où Hinsley est élu Fellow du St John's College.
A sa mort, les cendres de Sir Harry Hinsley sont enterrées à Cambridge.

### Carrière d'historien
Après la guerre, Hinsley devient professeur au St John's College et enseigne l'histoire ; en 1969, il est Professor of the History of International Relations. De 1979 à 1989, il est Master au St John's College et, de 1981 à 1983, vice-chancellor de l'université de Cambridge. 
En 1962, Hinsley a publié Power and the Pursuit of Peace, qui est un travail fondamental autour des pensées idéalises concernant les relations internationales.
Hinsley a édité le livre historique British Intelligence in the Second World War et argumenté que le décryptage de l'Enigma a accéléré la victoire alliée d'un à quatre ans, sans pour autant modifier la finalité de la guerre. Il est critiqué par Marian Rejewski et Gordon Welchman, qui mettent en avant les incohérences dans le discours d'Hinsley sur le décryptage d'Enigma dans les premiers volumes du livre, dont des erreurs cruciales dans la chronologie des évènements. Une version corrigée, concernant la véritable participation polonaise, française et britannique au projet , est incluse dans la partie 2 du troisième volume.
Les volumes suivants de British Intelligence in the Second World War ont été édités par Hinsley et publiés par Her Majesty's Stationery Office (HMSO) de Londres :
- Volume 1 : "Its Influence on Strategy and Operations", F. H. Hinsley avec E. E. Thomas, C. F. G. Ransome et R. C. Knight, (1979, HMSO) ;
- Volume 2 : "Its Influence on Strategy and Operations", F. H. Hinsley avec E. E. Thomas, C. F. G. Ransome et R. C. Knight (1981, HMSO) ;
- Volume 3, partie 1 : "Its Influence on Strategy and Operations", F. H. Hinsley avec E. E. Thomas, C. F. G. Ransome et R. C. Knight (1984, HMSO) ;
- Volume 3, partie 2 : "Its Influence on Strategy and Operations", F. H. Hinsley avec  E. E. Thomas, C. A. G. Simkins et C. F. G. Ransom, (1988, HMSO)  (ISBN 0-11-630940-7)
  - Dont la Bibliographie (pages 961–974) et The Polish, French and British Contributions to the Breaking of the Enigma; a Revised Account (Annexe 30, pages 945–959).
- Volume 4 : "Security and Counter-Intelligence", F. H. Hinsley et C. A. G. Simkins (1990, HMSO) ;
- Version abrégée, F. H. Hinsley, (1993, HMSO et 1993, Cambridge University Press).

Hinsley a également co-édité (avec Alan Stripp) et contribué à Codebreakers: The Inside Story of Bletchley Park, qui contient des pensées personnelles de ceux qui ont travaillé à Bletchley Park.
La Hinsley Memorial Lecture, une conférence annuelle sur un sujet de relations internationales, se tient tous les ans au St John's College en hommage à Hinsley.

## Distinctions
- 1946 : Ordre de l'Empire britannique (officier).
- 1981 : Honorary fellow du Trinity College de Dublin[15].
- 1985 : Ordre de l'Empire britannique (chevalier).
- Une plaque commémorative est placée sur sa maison natale de Walsall.